# Нуриз Асанов
Нури́з Аса́нов (роки життя невідомі) — чепецький удмурт, чолобитник до Петра I. В документах згадується в кінці XVII — на початку XVIII століть. Багаторазово направлявся в Москву з чолобитними на зловживання в'ятського воєводи П.Бутурліна, приказних піддячих та каринських татарських багатіїв.
У 1698 році Асанов домігся призначення на В'ятку слідства про зловживання. Розшук доручили головному образнику удмуртів — воєводі Бутурліну. В ході справи були допущені ще більші зловживання: понад 400 удмуртів були заарештовані в місті Хлинів, побоями та катуваннями приведені до смирення. Воєвода в ході справи «намучив» на удмуртів нові податкові зобов'язання, заарештував самого Асанова та його 4 товаришів. В Москву прокрались нові чолобитники, пізніше сюди прибув і Асанов. Йому вдалось домогтись призначення нового слідства, яке було призначено відомому удмуртам диякону Конюшенного приказу С. Г. Сандиреву. Несподівано поступило розпорядження про відміну Сандирева. Тоді Асанов вирішив відправитись у Воронеж, де в той час знаходився Петро I. В чолобитній, яку передали Петру I, удмурти просили послати на В'ятку С. Г. Сандирева і нікому іншому справу не доручати.
10 квітня 1699 року Новгородський приказ отримав іменний указ Петра I з умовою послати «с Москвы на Вятку дьяка Саву Сандырева». Завдяки смілості і наполегливості Асанова удмуртам вдалось домогтись деякого покращення економічного становища.